# Benny Rubin
Benny Rubin (2 de febrero de 1899–15 de julio de 1986) fue un actor cinematográfico y humorista estadounidense.

## Biografía
Nacido en Boston, Massachusetts, Rubin hizo más de 200 actuaciones radiofónicas, cinematográficas y televisivas a lo largo de un período superior a los cincuenta años.
Rubib trabajó con frecuencia como artista invitado en las versiones radiofónica y televisiva del show The Jack Benny Program.
Además, era conocido por su habilidad para imitar diversos dialectos, como resultaba evidente cuando fue panelista en la serie radiofónica de humor Stop Me If You've Heard This One. Chistes de Lew Lehr, Cal Tinney, Roger Bower y Rubin fueron recogidos en Stop Me If You've Heard This One, una publicación de 1949 editada por Garden City Publishing. 
Por otra parte, en 1980 Rubin publicó su autobiografía, Come Backstage with Me.
Benny Rubin falleció a causa de un infarto agudo de miocardio en Los Ángeles, California, en 1986. Fue enterrado en el Cementerio Hillside Memorial Park de Culver City (California).